# 英国电话区号列表
以下是英国电话区号列表。英国的电话号码分类计划由英国政府下属部门通讯管理局发布。本列表在官方标准的基础上加入已取消的号码及历史变迁。英国的公共交换电话网使用开放拨号系统，电话区号并不完全按照英国行政区划来分配，例如考文垂的区号也在瓦立克郡的部分区域使用，曼彻斯特的区号仅包含其下属部分城镇。当某一区号的覆盖范围包括多个行政区时，该区号所覆盖的区域被称为“ELNS区域”（ELNS, Extended Linked Numbering Scheme）。
在英国国内拨打电话时，所有区号前都需加上长途冠码“0”（下文的区号已将长途冠码包含在内）。“0”最初是在用户直接拨号系统启用前用于呼叫接线生的号码。从英国以外的国家拨号时则毋需加入长途冠码；在同一区号的地区内呼叫对方毋需加入长途冠码及区号，但有少数例外；使用移动电话拨号时则必须加入区号。

## 拨号冠码
| 冠码 | 电话服务种类 |
| ---- | --- |
| 00   | 国际长途拨号 |
| 01   | 按地区划分的电话号码 |
| 02   | 按地区划分的电话号码（自2000年起使用）                                                                                            |
| 03   | 不按地区划分的电话号码（收费与按地区划分的电话号码相同，自2007年起使用）                                                          |
| 04   | 保留 |
| 05   | 公司、企业号码及IP电话服务（部分IP电话号码使用08冠码或直接使用按地区划分的电话号码），0500号码为免费电话。                        |
| 06   | 保留（可能将被用作个人号码服务（Personal Numbering Service），以取代“070”冠码）                                                   |
| 07   | 移动电话号码（包括071xx、072xx、073xx、074xx、075xx、07624、077xx、078xx和079xx）；070号码为个人号码服务；076xx号码为传呼机号码。 |
| 08   | 080号码为免费电话；084及087为特别服务号码。                                                                                       |
| 09   | 优质通话服务 |

## 区号列表
| 短区号区域                         | 短区号区域                                                         | 短区号区域                          | 短区号区域                          | 短区号区域                          | 短区号区域                                                       |
| 02x（冠码及区号以外的部分为8位数） | 02x（冠码及区号以外的部分为8位数）                                 | 011x（冠码及区号以外的部分为7位数） | 011x（冠码及区号以外的部分为7位数） | 01x1（冠码及区号以外的部分为7位数） | 01x1（冠码及区号以外的部分为7位数）                              |
| 020至029                           | 020至029                                                           | 0113至0118                          | 0113至0118                          | 0121至0191                          | 0121至0191                                                       |
| ---------------------------------- | ------------------------------------------------------------------ | ----------------------------------- | ----------------------------------- | ----------------------------------- | ---------------------------------------------------------------- |
| 020                                | 伦敦 （原先为0171及0181） （原先为071及081） （原先为01）          |                                     |                                     |                                     |                                                                  |
|                                    |                                                                    |                                     |                                     |                                     |                                                                  |
|                                    |                                                                    |                                     |                                     | 0121                                | 伯明翰（B1） （原先为021）                                       |
| 023                                | 南安普敦及朴茨茅斯 （原先为01703及01705） （原先为0703及0705）     | 0113                                | 利兹 （原先为0532）                 | 0131                                | 爱丁堡（E1）（原先为031）                                        |
| 024                                | 考文垂 （原先为01203） （原先为0203）                              | 0114                                | 谢菲尔德 （原先为0742）             | 0141                                | 格拉斯哥（G1）（原先为041）                                      |
|                                    |                                                                    | 0115                                | 诺丁汉 （原先为0602）               | 0151                                | 利物浦（L1）（原先为051）                                        |
|                                    |                                                                    | 0116                                | 莱斯特 （原先为0533）               | 0161                                | 大曼彻斯特（M1）（原先为061）                                    |
|                                    |                                                                    | 0117                                | 布里斯托尔 （原先为0272）           | 0171                                | 没有使用 （在2000年前为内伦敦的区号） （原先为071） 原先为01）   |
| 028                                | 北爱尔兰 （2000年前使用01xxx及01xxxx） （1995年前使用0xxx及0xxxx） | 0118                                | 雷丁 （原先为01734） （原先为0734） | 0181                                | 没有使用 （在2000年前为外伦敦的区号） （原先为081） （原先为01） |
| 029                                | 加的夫 （原先为01222） （原先为0222）                              |                                     |                                     | 0191                                | 泰恩赛德、桑德兰及达勒姆 （原先为091）                           |

| - 01200 — 克利斯罗（CO0） - 01201 — 没有使用 0201曾为伯恩茅斯（BO1） – 区号被更换为0202 - 01202 — 伯恩茅斯（BO2） - 01203 — 没有使用 曾为考文垂（CO3）的区号 – 2000年4月22日更换为024 - 01204 — 博尔顿（BO4） - 01205 — 波士顿（BO5） - 01206 — 科尔切斯特（CO6） - 01207 — 康斯特（CO7） - 01208 — 博德明（BO8） - 01209 — 雷德鲁斯（CO9） - 01210 – 01219 参见0121 — 伯明翰（B1）– 区号原先为021 - 01220 — 没有使用 0220曾为剑桥（CA0）的区号 – 区号被更改为223 - 01221 — 没有使用 0221曾为巴斯（BA1）的区号 – 区号被更改为0225 - 01222 — 没有使用 曾为加的夫（CA2）的区号 – 2000年4月22日更换为029 - 01223 — 剑桥（CA3） - 01224 — 阿伯丁（AB4） - 01225 — 巴斯（BA5） - 01226 — 巴恩斯利（BA6） - 01227 — 坎特伯雷（CA7） - 01228 — 卡莱尔市（CA8） - 01229 — 巴罗因弗内斯和米勒姆（BA9） - 01230 — 没有使用 0230曾为贝德福德（BE0）区号 – 区号被更改为0234 - 01231 — 没有使用 0231曾为贝尔法斯特（BE1）区号 – 区号被更改为0232 - 01232 — 没有使用 曾为贝尔法斯特（BE2） – 2000年4月22日更换为028 - 01233 — 阿什福德（AD3） - 01234 — 贝德福德（BE4） - 01235 — 阿宾顿（AD5） - 01236 — 科特布里奇（CE6） - 01237 — 拜德福德（BD7） - 01238 — 没有使用 曾为圣菲尔德（BE）的区号 – 2000年4月22日更换为028 - 01239 — 卡迪根（CD9） - 01240 — 没有使用 0240曾为奇尔特恩的区号（CH0） – 区号被更改为0494 - 01241 — 阿布罗斯（AH1） - 01242 — 切尔滕纳姆（CH2） - 01243 — 奇切斯特（CH3） - 01244 — 切斯特（CH4） - 01245 — 切尔姆斯福德（CH5） - 01246 — 切斯特菲尔德（CH6） - 01247 — 没有使用 曾为班戈（BG7）的区号 – 区号在2000年4月22日更换为028 - 0124 77 — 曾为基尔宾宾的区号 – 2000年4月22日更换为028 - 01248 — 班戈（BG8） - 01249 — 奇彭纳姆（CH9） - 01250 — 布莱尔高里和拉特雷（BL0） - 01251 — 没有使用 0251曾为奥尔德肖特（AL1）的区号 – 区号被更改为0252 - 01252 — 奥尔德肖特（AL2） - 01253 — 布莱克浦（BL3） - 01254 — 布莱克本（BL4） - 01255 — 滨海克拉克顿（CL5） - 01256 — 贝辛斯托克（BK6） - 01257 — 柯普尔、乔利（CL7） - 01258 — 布兰福德福勒姆（BL8） - 01259 — 阿洛厄（AL9） - 01260 — 康格尔顿（CN0） - 01261 — 班夫（BN1） - 01262 — 布里德灵顿（BN2） - 01263 — 克罗默（CM3） - 01264 — 安德沃（AN4） - 01265 — 没有使用 曾为科尔雷因区号（CN5） – 2000年4月22日更换为028 - 0126 56 — 曾为巴利马尼区号 – 2000年4月22日更换为028 - 0126 57 — 曾为巴利城堡镇区号 – 2000年4月22日更换为028 - 01266 — 没有使用 曾为巴利米纳（BM6）区号 – 2000年4月22日更换为028 - 0126 65 — 曾为基尔雷区号 – 2000年4月22日更换为028 - 0126 67 — 曾为马丁斯敦区号 – 2000年4月22日更换为028 - 01267 — 卡马森（CM7） - 01268 — 巴西尔登（BN8） - 01269 — 安曼福德（AM9） - 01270 — 克鲁（CR0） - 01271 — 巴恩斯特珀尔（BP1） - 01272 — 没有使用 0272曾为布里斯托尔（BR2）区号 – 1995年4月16日更改为0117 - 01273 — 布莱顿（BR3） - 01274 — 布拉德福德（BR4） - 01275 — 克利夫登（BR5） - 01276 — 坎伯利（CR6） 原先曾有计划将0276区号覆盖区扩展至雅士谷（AS6）和布拉克内尔（BR6） - 01277 — 布伦特伍德（BR7） - 01278 — 布里奇沃特（BR8） - 01279 — 毕晓普斯托福德（BS9） - 01280 — 白金汉（BU0） - 01281 — 没有使用 0281曾为白金汉郡（BU1）的区号 – 区号被更改为0753 - 01282 — 伯恩利（BU2） - 01283 — 特伦河畔伯顿（BU3） - 01284 — 伯里圣埃德蒙兹（BU4） - 01285 — 赛伦赛斯特（CT5） - 01286 — 卡纳芬（CV6） - 01287 — 基斯堡（CV7） - 01288 — 布德（BU8） - 01289 — 特威德河畔贝里克（BT9） - 01290 — 卡姆诺克（AY0） - 01291 — 切普斯托（CW1） - 01292 — 艾尔（AY2） - 01293 — 克劳利（CY3） - 01294 — 阿德罗桑（AY4） - 01295 — 班伯里（BY5） - 01296 — 艾尔斯伯里（AY6） - 01297 — 阿克明斯特（AX7） - 01298 — 巴克斯顿（BX8） - 01299 — 比尤德利（BY9） - 01300 — 瑟恩阿伯斯（DO0） - 01301 — 阿盖尔-比特阿罗查尔 – – 原先区号为0022（OC2），1968年更改为0301 - 01302 — 唐克斯特（DO2） - 01303 — 福克斯通（FO3） - 01304 — 多佛尔（DO4） - 01305 — 多尔切斯特 （DO5） - 01306 — 多尔金（DO6） - 01307 — 弗福尔（FO7） - 01308 — 布里德波特（DO8） - 01309 — 福里斯（FO9） - 01310 – 01319 参见0131 — 爱丁堡（E1）– 区号原先为031 - 01320 — 奥古斯都堡（FA0） - 01321 — 没有使用 0321曾为伊斯特本（EA1）区号 – 区号被更改为0323 此后0321被用作Vodafone免费电话号段，但在2001年4月28日改为0808 0。 - 01322 — 达特福德（DA2） - 01323 — 伊斯特本（EA3） - 01324 — 福尔柯克（FA4） - 01325 — 达灵顿（DA5） - 01326 — 法尔茅斯（FA6） - 01327 — 达文特里（DA7） - 01328 — 费克纳姆（FA8） - 01329 — 费勒姆（FA9） - 01330 — 班科里（DE0） - 01331 — 没有使用 0331曾为德比（DE1）区号 – 区号被更改为0332 0331后来被用作优质通话服务号段 - 01332 — 德比（DE2） - 01333 — 泥炭旅馆村（FF3） - 01334 — 圣安德鲁斯（FF4） - 01335 — 阿什伯恩（DE5） - 01336 — 没有使用 0336曾为阿伯丁郡迪河河畔（DE6）区号 – 区号被更改为0975（ELNS区域） 0336 7后来被用作VodaPage传呼机号段，并在2001年4月28日更换为076 637 0336后来被用作优质通话服务号段，而2001年4月28日的更换情况尚不知晓 - 01337 — 莱德板克（FF7） - 01338 — 没有使用 0338曾为迪赛德（DE8）区号 – 区号被更改为0339（ELNS区域） 0338此后被用作Mercury优质通话服务号段 - 01339 — 阿博恩和巴勒特（DE9） - 01340 — 克雷盖拉希（EG0） - 01341 — 巴茅斯、多尔盖莱（DG1） - 01342 — 东格林斯特德（EG2） - 01343 — 埃尔金（EG3） - 01344 — 布拉克内尔（EH4） - 01345 — 没有使用 0345曾为哈德斯菲尔德区号 – 区号被更改为0484 0345被用作BT Lo-call号段，并在2001年4月28日更换为0845 7 - 01346 — 弗雷泽堡（FH6） - 01347 — 伊辛沃尔德（EG7） - 01348 — 费什加德（FG8） - 01349 — 丁沃尔（DG9） - 01350 — 敦克尔德（DK0） - 01351 — 没有使用 0351曾为费尔岛（FL1）区号 – 区号被更改为0595 - 01352 — 莫尔德（FL2） - 01353 — 伊利（EL3） - 01354 — 查特里斯、马齐（FL4） - 01355 — 东基尔布莱德（EK5） - 01356 — 布里金（EL6） - 01357 — 斯特雷文（EK7） - 01358 — 埃伦（EL8） - 01359 — 帕克南、埃尔姆斯韦尔（EL9） - 01360 — 基尔纳、德里门（DM0） - 01361 — 邓斯（DN1） - 01362 — 迪勒姆（DM2） - 01363 — 克雷迪顿（CN3） - 01364 — 阿什伯顿（DN4） - 01365 — 没有使用 曾为恩尼斯基林区号（EN5） – 2000年4月22日区号被更改为028 - 0136 55 — 曾为五英里镇区号 – 2000年4月22日区号被更改为028 - 0136 56 — 曾为凯什区号 – 2000年4月22日区号被更改为028 - 0136 57 — 曾为利斯纳斯基区号 – 2000年4月22日区号被更改为028 - 01366 — 道纳姆市场（DM6） - 01367 — 法林登（FN7） - 01368 — 邓巴（DN8） - 01369 — 达农（DN9） - 01370 — 没有使用 0370曾为霍克利（ES0）区号 – 区号被更换为0702 0370此后被用作Vodafone移动电话号段，并在2001年4月22日更换为07770 - 01371 — 大邓莫（ES1） - 01372 — 埃舍尔（ES2） - 01373 — 弗罗姆（FR3） - 01374 — 没有使用 0374曾为巴西尔登（ES4）区号 – 区号被更换为0268 0374此后被用作Vodafone移动电话号段，并在2001年4月22日更换为07774 0374 5此后被用作政府服务号码号段，并在2001年4月22日更换为0870 45 - 01375 — 格雷斯（ES5） - 01376 — 布伦特里（ES6） - 01377 — 德里菲尔德（DR7） - 01378 — 没有使用 0378曾为埃平（EP8）区号 – 区号被更换为0992 0378此后被用作Vodafone移动电话号段，并在2001年4月22日更换为07778 - 01379 — 迪斯（DS9） - 01380 — 迪韦齐斯（DV0） - 01381 — 福特罗斯（FT1） - 01382 — 邓迪（DU2） - 01383 — 邓弗姆林（DU3） - 01384 — 达德利（DU4） - 01385 — 没有使用 0385曾为达勒姆（DU5）区号 – 区号在1980年代更换为091 0385 4和0385 6号段此后被用作VoData传呼机号段，并在2001年4月22日进行更改 0385此后被用作Vodafone移动电话号段，并在2001年4月22日更改为07785 - 01386 — 伊夫舍姆（EV6） - 01387 — 邓弗里斯（DU7） - 0138 73 — 兰霍尔姆 - 01388 — 比硕普奥克兰、斯坦霍普和伊斯特盖特（DU8） - 01389 — 邓巴顿（DU9） - 01390 — 没有使用 0390曾为艾茅斯（EY0）区号 – 区号被更改为0890（ELNS区域） 0390此后被用作Orange mobile移动电话号段，并在2001年4月22日更改为07790 - 01391 — 没有使用 0391曾为法尔德（FY1） – 区号被更改为0253 - 01392 — 埃克塞特（EX2） - 01393 — 没有使用 0393 3曾为富拉岛（FZ33）区号 – 电话号码以75开头，并在PhONEday被更改为01595 - 01394 — 费利克斯托（FX4） - 01395 — 巴德利索爾特頓（EX5） - 01396 — 没有使用 曾为唐帕特里克（DW6）区号 – 2000年4月22日区号被更改为028 - 0139 67 — 曾为纽卡斯尔 (唐郡)区号 – 2000年4月22日区号被更改为028 - 01397 — 威廉堡（FW7） - 01398 — 杜尔弗顿、埃克斯穆尔国家公园（EX8） - 01399 — 没有使用 0399曾为道利（DY9）区号 0399曾被计划为特尔福德区号，但特尔福德最终被分配区号0952 0399部分号段此后被用作Vodafone传呼机号段，并在1995年更换为01399 01399部分号段此后被用作Vodafone传呼机号段，并在2001年4月28日更换为076 99 0399部分号段作用未知，并在1995年更换为01399 01399部分号段作用未知，并在2001年4月28日更换为0845 4 - 01400 — 霍宁顿（HO0） - 01401 — 没有使用 0401曾为霍恩西（HO1）区号 – 区号被更改为0964（ELNS区域） 0401此后被用作Cellnet移动电话号段，并在2001年4月28日更换为07701 - 01402 — 没有使用 0402本身并不是区号，但04022曾为上敏斯特区号，04023曾为英格伯恩（Ingrebourne）区号，04024曾为霍恩彻奇（HO2）区号，04025曾为南奥肯顿区号，04026曾为珀弗利特区号，04027曾为雷纳姆区号，04028曾为斯泰普尔福德阿伯兹区号 – 区号被更改为0708 0402此后被用作Cellnet移动电话号段，并在2001年4月28日更换为07702 - 01403 — 霍舍姆（HO3） 0403此后被用作Cellnet移动电话号段，并在2001年4月28日更换为07703 - 01404 — 霍尼顿（HO4） - 01405 — 古尔（GO5） - 01406 — 霍尔比奇（HO6） - 01407 — 霍利希德（HO7） - 01408 — 高尔丝（GO8） 0408此后被用作BT mobile个人助理号码服务，但在2001年4月28日取消 - 01409 — 霍尔斯沃西（HO9） - 01410 — 见0141 — 格拉斯哥（G1）– 原先为041 0410此后被用作Cellnet移动电话号段，并在2001年4月28日更换为07710 - 01411 — 见0141 — 格拉斯哥（G1）– 原先为041 0411此后被用作Cellnet移动电话号段，并在2001年4月28日更换为07711 - 01412 – 01419 见0141 — 格拉斯哥（G1）– 原先为041 - 01420 — 奥尔顿（HA0） - 01421 — 没有使用 0421曾为南安普敦（HA1）区号 – 区号被更改为0703 0421此后被用作Vodafone移动电话号段，并在2001年4月28日更换为07721 - 01422 — 哈利法克斯（HA2） - 01423 — 巴勒布里奇和哈罗盖特（HA3） - 01424 — 海斯廷斯（HA4） - 01425 — 灵伍德、新米尔顿（HA5）和海克利夫 - 01426 — 没有使用 0426曾被分配为海斯廷斯（HA6）区号，但并没有使用。该地区号原先为0424 0426此后被用作BT传呼机号段，并在1995年更换为01426，又在2001年4月28日更换为076 26 - 01427 — 根斯堡（GA7） - 01428 — 哈斯尔米尔（HA8） - 01429 — 哈特尔浦（HA9） - 01430 — 马基特威顿和北凯夫（HD0） - 01431 — 赫尔姆斯代尔（HE1） - 01432 — 赫里福德（HE2） 0432 5此后被用作BT传呼机号段，并在2001年4月28日更换为076 25 - 01433 — 哈瑟西奇（HE3） - 01434 — 贝灵汉姆、霍特惠斯尔和赫克瑟姆（HE4） - 01435 — 希思菲尔德（HE5） - 01436 — 海伦斯堡（HE6） - 01437 — 克林德文及哈弗福韦斯特（HF7） - 01438 — 斯蒂夫尼奇（HE8） - 01439 — 赫尔姆斯利（HE9） - 01440 — 哈福希尔（HH0） - 01441 — 没有使用 0441曾为斯旺西（GG1）区号 – 区号被更改为0792 0441此后被用作Vodafone移动电话号段，并在2001年4月28日更换为07741 - 01442 — 赫默尔亨普斯特德（HH2） - 01443 — 庞特普里斯（GG3） - 01444 — 海沃兹希斯（HH4）（区号覆盖范围也包括布杰斯希尔） - 01445 — 盖尔洛赫（GH5） - 01446 — 巴里（GG6） - 01447 — 没有使用 0447曾为格拉摩根加的夫（GG7）区号 – 区号被更改为0222 0（1?）447此后被用作Kingston Communications优质通话服务号段，并在2001年4月28日更换为0xxx - 01448 — 没有使用 0448曾为格兰奇奥弗金沙区号（GG8） – 区号被更改为05395（使用多种号码长度格式） 04481此后被用作移动电话号段，并在2001年4月28日更换为07781 - 01449 — 斯托马基特（GG9） - 01450 — 霍伊克（HK0） - 01451 — 斯托昂泽沃尔德（GL1） - 01452 — 格洛斯特（GL2） - 01453 — 德斯利（GL3） - 01454 — 奇平索德伯里（GL4） - 01455 — 欣克利（HK5） - 01456 — 格伦厄克特（GL6） 0456 0和0456 1此后被用作Orange移动电话号段，但在2001年4月28日的更换情况不详 - 01457 — 格洛索普（GL7）、沙德沃斯 - 01458 — 格拉斯顿伯里（GL8） - 01459 — 没有使用 最初分配方案不详 0459此后被用作Mercury/PageOne和VodaPage传呼机号段，并在1995年更换为01459 01459（2、9字头）此后被用作Mercury/PageOne传呼机号段，并在2001年4月28日更换为076 59 01459（3～8字头）此后被用作VodaPage传呼机号段，并在2001年4月28日更换为076 59 - 01460 — 查尔德、伊尔明斯特（IM0） - 01461 — 格雷特纳（GN1） - 01462 — 希钦（HN2） 04624此后被用作Isle of Man移动电话号段，并在2001年4月28日更换为07624 - 01463 — 印威内斯（IN3） - 01464 — 因奇（IN4） - 01465 — 格文（GN5） - 01466 — 亨特利（HN6） - 01467 — 因弗鲁里（IN7） 0467此后被用作Vodafone移动电话号段，并在2001年4月28日更换为07767 - 01468 — 没有使用 0468曾为英格尔伯勒（IN8） – 区号被更改为05242（使用多种号码长度格式） 0468此后被用作Vodafone移动电话号段，并在2001年4月28日更换为07768 - 01469 — 基灵霍姆、伊明汉姆（IM9） - 01470 — 爱丁班、斯凯岛（IS0） | - 01471 — 布罗德福德（IS1） - 01472 — 格里姆斯比（GR2） - 01473 — 伊普斯维奇（IP3） - 01474 — 格雷夫森德（GR4） - 01475 — 格里诺克（GR5） - 01476 — 格兰瑟姆（GR6） - 01477 — 霍姆斯查珀尔（HS7） - 01478 — 波特里（IS8） - 01479 — 斯佩河畔格兰敦（GR9） - 01480 — 亨廷登（HU0） - 01481 — 根西（GU1） - 01482 — 赫尔（HU2） - 01483 — 吉尔福德（GU3） - 01484 — 哈德斯菲尔德（HU4） - 01485 — 亨斯坦顿（HU5） - 01486 — 没有使用 0486曾为吉尔福德（GU6）区号– 区号被更改为0483 - 01487 — 沃柏艾斯（HU7） - 01488 — 亨格福德（HU8） - 01489 — 毕晓普斯沃尔瑟姆（HV9） - 01490 — 科文（GW0） - 01491 — 泰晤士河畔亨利（HY1） - 01492 — 科尔温湾（GW2） - 01493 — 大雅茅斯（GY3） - 01494 — 高威科姆（HW4） - 01495 — 庞蒂浦（GW5） - 01496 — 埃伦港（IY6） - 01497 — 海怡（HW7） - 01498 — 没有使用 0498曾为霍特惠斯尔（HW8）区号 – 区号被更改为0434（ELNS区域） 0498此后被用作Vodafone移动电话号段，并在2001年4月28日更改为07798 - 01499 — 因弗雷里（IY9） - 01500 — 没有使用 0500曾为爱丁堡（LO0）区号 – 区号被更改为031 0500此后被用作C&WC九位数免费电话号段，但自2001年4月28日起该号段不再有新号码注册，原有号码仍然在使用。 - 01501 — 哈特希尔（LO1） - 01502 — 洛斯托夫特（LO2） - 01503 — 卢港（LO3） - 01504 — 没有使用 曾为德里（LO4）区号 – 区号在2000年4月22日被更改为028 - 0150 47 — 曾为利马瓦迪区号 – 区号在2000年4月22日被更改为028 - 01505 — 约翰斯通（JO5） - 01506 — 巴斯盖特（LO6） - 01507 — 奥尔福德 (林肯郡)、劳斯和斯皮尔斯比（LO7） - 01508 — 布鲁克 (诺福克郡)和洛登 (诺福克郡)（LO8） - 01509 — 拉夫堡（LO9） - 01510 – 01519 详见0151 — 利物浦（L1）–原先为051 - 01520 — 洛赫卡伦（LC0） - 01521 — 没有使用 0521曾为奥尔福德 (林肯郡)（LC1）区号– 区号被更改为0507（ELNS区域） - 01522 — 林肯（LC2） - 01523 — 没有使用 0523曾为兰开夏威根（LA3）的区号 – 区号被更改为0942 0523此后被用作PageOne传呼机号段，并在1995年更改为01523 01523此后被用作PageOne传呼机号段； 2001年4月28日更改为076 23 - 01524 — 兰卡斯特（LA4） - 0152 42 — 霍恩比与法勒顿 - 01525 — 莱顿巴泽德（LB5） - 01526 — 马丁村 (林肯郡)（LC6） - 01527 — 雷迪奇 - 区号原先为0739（RE9） - 01528 — 拉根（LA8） - 01529 — 斯利福德（LC9） - 01530 — 科尔维尔、阿什比德拉祖什（LE0） - 01531 — 莱德伯里（LE1） - 01532 — 没有使用 0532曾为利兹（LE2）区号– 区号在1995年4月16日被更改为0113 - 01533 — 没有使用 0533曾为莱斯特（LE3）区号– 区号在1995年4月16日被更改为0116 - 01534 — 泽西（JE4） - 01535 — 基斯利（KE5） - 01536 — 凯特灵（KE6） - 01537 — 没有使用 0537曾为莱斯特（LE7）区号– 区号被更改为0533 - 01538 — 伊普斯通斯、利克（LE8） - 01539 — 肯德尔（KE9） - 0153 94 — 霍克斯黑德 - 0153 95 — 沙滩旁格兰奇 - 0153 96 — 塞德伯 - 01540 — 金尤西（KG0） - 01541 — 没有使用 0541曾为兰厄姆（LH1）区号– 区号被更改为03873（使用多种号码长度格式） 0541此后被用作C&WC AreaCall号段，并在2001年4月28日更改为0870 1 - 01542 — 基思（KH2） - 01543 — 坎诺克、利奇菲尔德（LH3） - 01544 — 金顿（KG4） - 01545 — 拉纳斯（LH5） - 01546 — 洛赫吉尔普黑德（LG6） - 01547 — 奈顿（KG7） - 01548 — 金斯布里奇（KG8） - 01549 — 莱尔格（LG9） - 01550 — 蓝达夫里（LL0） - 01551 — 没有使用 0551曾为拉尼德洛伊斯（LL1）区号– 区号被更改为0686（ELNS区域） - 01552 — 没有使用 0552曾为汉密尔顿 (南拉纳克郡)（LK2）区号– 区号被更改为0698 - 01553 — 金斯林（KL3） - 01554 — 拉内利（LL4） - 01555 — 拉奈克（LK5） - 01556 — 道格拉斯堡（KK6） - 01557 — 柯库布里（KK7） - 01558 — 兰代洛（LL8） - 01559 — 兰达西尔（LL9） - 01560 — 摩斯卡（KM0） - 01561 — 劳伦斯柯克（LN1） - 01562 — 基德明斯特（KM2） - 01563 — 基尔马诺克（KM3） - 01564 — 拉普沃思（KN4） - 01565 — 纳茨福德（KN5） - 01566 — 朗塞斯通（LN6） - 01567 — 基林（KN7） - 01568 — 莱姆斯特（LM8） - 01569 — 斯通黑文（LN9） - 01570 — 兰彼得（LR0） - 01571 — 洛欣弗（LR1） - 01572 — 奥克姆 - 在1968年更改为0572前，区号为0023（OA3） - 01573 — 凯尔索（KS3） - 01574 — 没有使用 曾为拉恩（LR4）区号– 区号在2000年4月22日被更改为028 - 01575 — 基里缪尔（KR5） - 01576 — 洛克比（LR6） - 01577 — 金罗斯（KS7） - 01578 — 劳德（LR8） - 01579 — 利斯卡德（LS9） - 01580 — 克兰布鲁克（KT0） - 01581 — 新卢斯（LU1） - 01582 — 卢顿（LU2） - 01583 — 卡拉代尔（KT3） - 01584 — 拉德洛（LU4） - 01585 — 曾为凯斯格雷夫（KV5）区号 该号段被分配为凯斯格雷夫区号，但从未使用，凯斯格雷夫区号为0473 自1960年代起用作伦敦金斯威地下电话交换机的内部电话号段，包括0585和01-585. 0585此后被用作Cellnet移动电话号段，并在2001年4月28日更改为07885 - 01586 — 坎贝尔城（KT6） - 01587 — 没有使用 0587曾为塞德伯（LU7）区号– 区号被更改为05396（使用多种号码长度格式） - 01588 — 主教城堡（LU8） - 01589 — 没有使用 0589曾为利文斯通（LV9）区号– 区号被更改为0506 0589此后被用作Cellnet移动电话号段，并在2001年4月28日更改为07789 - 01590 — 利明通（LY0） - 01591 — 兰尔提德韦尔斯（LW1） - 01592 — 柯科迪（KY2） - 01593 — 利布斯特（LY3） - 01594 — 利德尼（LY45） - 01595 — 勒威克、富拉岛和费尔岛（LW5） - 01596 — 没有使用 0596曾为凯西克（KW6）区号– 区号被更改为07687（使用多种号码长度格式） - 01597 — 兰德林多德威尔士（LW7） - 01598 — 林顿（LY8） - 01599 — 凯尔（KY90） - 01600 — 蒙茅斯（MO0） - 01601 — 没有使用 0601曾为北安普顿（NO1）区号– 区号被更改为0604 - 01602 — 没有使用 0602曾为诺丁汉（NO2）区号– 区号在1995年4月16日被更改为0115 - 01603 — 诺维奇（NO3） - 01604 — 北安普顿（NO4） - 01605 — 没有使用 0605曾为诺维奇（NO5）区号– 区号被更改为0603 - 01606 — 诺斯维奇（NO6）、文斯福 - 01607 — 没有使用 0607曾为诺丁汉（NO7）区号– 区号被更改为0602 - 01608 — 奇平诺顿（NO8） - 01609 — 诺斯阿勒顿（NO9） - 01610 – 01619 详见0161 — 曼彻斯特（M1）–原先为061 - 01620 — 北贝里克（NB0） - 01621 — 莫尔登（MA1） - 01622 — 梅德斯通（MA2） - 01623 — 曼斯菲尔德（MA3） - 01624 — 曼岛（MA4） - 01625 — 马格斯菲特（MA5） - 01626 — 牛顿阿伯特（NA6） - 01627 — 没有使用 0627曾为梅德斯通（MA7）区号– 区号被更改为0622 - 01628 — 梅登黑德（MA8） - 01629 — 马特洛克（MA9） - 01630 — 马基特德雷顿（MD0） - 01631 — 奥本 – – 区号原先为0024（OB4），在1968年更改为0631 - 01632 — 没有使用 0632曾为泰恩河畔纽卡斯尔（NE2）区号– 区号在1980年代更改为091 0632此后被用作优质通话服务号段，并在2001年4月28日更改为09xx 在英国号码大变动后，01632被分配为虚构电话号码号段，用以构成影视文学作品中的虚构电话号码。 - 01633 — 纽波特（NE3） - 01634 — 梅德韦（ME4） - 01635 — 纽伯里（NE5） - 01636 — 特伦特河畔纽瓦克（NE6） - 01637 — 纽奎（NE7） - 01638 — 纽马克特（NE8） - 01639 — 尼思（NE9） - 01640 — 没有使用 0640曾为马莱格（MG0）区号– 区号被更改为0687 0640此后被用作Mercury优质通话服务号段，并在2001年4月28日更改为09xx - 01641 — 斯特拉西（MH1） - 01642 — 米德尔斯堡（MH2） - 01643 — 迈恩黑德（MH3） - 01644 — 新盖洛韦（NG4） - 01645 — 没有使用 0645曾为马基特哈伯勒（MH5）区号– 区号被更改为0858 0645此后被用作C&WC LocalCall免费电话号段，并在2001年4月28日更改为0845 9 - 01646 — 米尔福德港（MH6） - 01647 — 莫顿汉普斯特德（MH7） - 01648 — 没有使用 曾为马拉费尔特（MG8）区号 – 区号在2000年4月22日更改为028 - 0164 87 —曾为库克斯敦区号 – 区号在2000年4月22日更改为028 - 01649 — 没有使用 0649曾为米德尔斯堡（MH9）区号– 区号被更改为0642 - 01650 — 萨梅斯路德（ML0） - 01651 — 奥尔德梅尔德拉姆– – 区号原先为0055（OL5），直至在1968年更改为0651 - 01652 — 布里格（NK2） - 01653 — 莫尔顿（ML3） - 01654 — 马汉莱斯（ML4） - 01655 — 梅博尔（ML5） - 01656 — 布里真德市– – 区号原先为0042（OG2），直至在1968年更改为0656 - 01657 — 没有使用 0657曾为米洛姆（ML7）区号– 区号被更改为0229（ELNS区域） - 01658 — 没有使用 0658曾为马雷汉勒芬（ML8）区号– 区号被更改为0507（ELNS区域） - 01659 — 桑克尔（NL9） - 01660 — 没有使用 0660曾为贝灵汉姆（NM0）区号– 区号被更改为0434（ELNS区域） 0660此后被用作PageOne传呼机号段，并在2001年4月28日更改为076 61 0660此后被用作Mercury优质通话服务号段，并在2001年4月28日更改为09xx - 01661 — 普拉德霍（NM1） - 01662 — 没有使用 曾为奥马区号 – – 区号原先为0063（OM3），并在1968年更改为0662 – 区号在2000年4月22日更改为028 - 0166 25 — 曾为巴利高利区号 – 区号在2000年4月22日更改为028 - 0166 26 — 曾为纽敦斯图尔特区号 – 区号在2000年4月22日更改为028 - 0166 27 — 曾为卡里克莫尔区号 – 区号在2000年4月22日更改为028 - 01663 — 新米尔斯（NM3） - 01664 — 梅尔顿莫布雷（MM4） - 01665 — 阿因维克（NM5） - 01666 — 马姆斯伯里（MM6） - 01667 — 奈恩（NN7） - 01668 — 班堡（NM8） - 01669 — 罗斯伯里（NM9） - 01670 — 莫珀斯（MP0） - 01671 — 牛顿斯图尔特（NS1） - 01672 — 马尔伯勒（MR2） - 01673 — 马基特雷森（MR3） - 01674 — 蒙罗斯（MR4） - 01675 — 科尔斯希尔（MR5） - 01676 — 梅里登（MR6） - 01677 — 比代尔（NR7） - 01678 — 巴拉（MR8） - 01679 — 没有使用 0679曾为新罗姆尼（NR9）区号– 区号被更改为0797 - 01680 — 克雷格纽尔（MU0） - 01681 — 菲昂福特（MU1） - 01682 — 没有使用 0682曾为纳尼顿（NU2）区号– 区号在1982年更改为0203 在1995年更换为01203及在2000年4月22日更换为024之前 - 01683 — 莫弗特（MT3） - 01684 — 莫尔文（MV4） - 01685 — 梅瑟蒂德菲尔（MT5） - 01686 — 拉尼德洛伊斯及纽敦（NT6） - 01687 — 马莱格 – – 区号原先为0640（MG7），此后被更改为0687 - 01688 — 托伯莫里（MU8） - 01689 — 奥尔平顿（OT9）– – 区号原先为0072（OR2），并在1968年更改为0689 - 01690 — 贝图瑟科伊德（NW0） - 01691 — 奥斯沃斯特里（OW1）– – 区号原先为0073（OS），并在1968年更改为0691 - 01692 — 北沃尔舍姆（NW2） - 01693 — 没有使用 曾为纽里（NY3）区号 – 区号在2000年4月22日更改为028 - 0169 37 — 曾为罗斯特雷弗区号 – 区号在2000年4月22日更改为028 - 01694 — 彻奇斯特雷顿（MY4） - 01695 — 斯克尔默斯代尔/奥姆斯柯克 – – 奥姆斯柯克的区号原先为0074（OR4），并在1968年更改为0695 - 01696 — 没有使用 曾为马基特威顿（MW6）区号– 区号被更改为0430（ELNS） 0696此后被用作优质通话服务号段，并在2001年4月28日更改为09xx 该号段的分配方式：0696 6 - Jersey Telecoms；0696 8 – Manx Telecoms；0696 9 – Guernsey Telecoms - 01697 — 布兰普敦 – disputed name — 西北地区（NW） - 0169 73 — 威格顿 - 0169 74 — 拉瑟顿海德 - 0169 77 — 布兰普敦 - 01698 — 马瑟威尔（MW8） - 01699 — 没有使用 0699曾为西北地区（NW9）的区号– 包括阿马斯威特、卡德贝克、拉瑟顿海德、缲斯威特 – 区号被更改为06974（使用多种号码长度格式） - 01700 — 罗撒西（RO0） - 01701 — 没有使用 0701曾为朴次茅斯（PO1）区号– 区号被更改为0705 - 01702 — 滨海绍森德（SO2） - 01703 — 没有使用 曾为南安普敦（SO3）区号– 区号在2000年4月22日更改为023 - 01704 — 绍斯波特（SO4） - 01705 — 没有使用 曾为朴次茅斯（PO5）区号– 区号在2000年4月22日更改为023 - 01706 — 罗奇代尔、罗森代尔、肖和克伦普顿（RO6） - 01707 — 韦林哈特菲尔德和波特斯巴（PO7） - 01708 — 罗姆福德（RO8） - 01709 — 罗瑟勒姆（RO9） - 01710–01719 — 没有使用 原为0171 — 内伦敦（now 020）–区号原先为071 - 01720 — 锡利群岛（SC0） - 01721 — 皮布尔斯（PB1） - 01722 — 索尔茲伯里（SA2） - 01723 — 斯卡布罗（SC3） - 01724 — 斯肯索普（SC4） - 01725 — 罗克伯恩（RB5） - 01726 — 圣奥斯特尔（SA6） - 01727 — 圣奥尔本斯（SA7） - 01728 — 萨克斯曼德姆（SA8） - 01729 — 塞特尔（RB9） - 01730 — 彼得斯菲尔德（PE0） - 01731 — 没有使用 0731曾为彼得伯勒（PE1）区号– 区号被更改为0733 - 01732 — 七橡树（SE2） - 01733 — 彼得伯勒（PE3） - 01734 — 没有使用 曾为雷丁（RE4）区号– 区号在1998年1月9日更改为0118 - 01735 — 没有使用 0735曾为雷丁（RE5）区号– 区号被更改为0734 - 01736 — 彭赞斯（PE6） - 01737 — 雷德希尔（RE7） - 01738 — 珀斯（PE8） - 01739 — 没有使用 0739曾为雷迪奇（RE9）区号– 区号被更改为0527 - 01740 — 塞奇菲尔德（SG0） - 01741 — 没有使用 0741曾为谢菲尔德（SH1）区号– 区号被更改为0742 - 01742 — 没有使用 0742曾为谢菲尔德（SH2）区号– 区号在1995年4月19日更改为0114 - 01743 — 什鲁斯伯里（SH3） - 01744 — 圣海伦斯（SH4） - 01745 — 莱尔（RH5） - 01746 — 布里奇诺斯（SH6） - 01747 — 沙夫茨伯里（SH7） - 01748 — 里士满（RH8） - 01749 — 谢普顿马利特（SH9） - 01750 — 塞尔扣克（SK0） - 01751 — 皮克林（PK1） - 01752 — 普利茅斯（PL2） - 01753 — 斯劳（SL3） - 01754 — 斯凯格内斯（SK4） - 01755 — 没有使用 0755曾为普利茅斯（PL5）区号– 区号被更改为0752 - 01756 — 斯基普顿（SK6） - 01757 — 塞尔比（SL7） - 01758 — 普尔赫利（PL8） - 01759 — 波克灵顿（PK9） - 01760 — 斯瓦弗汉姆（SM0） - 01761 — 坦普克劳德（SM1） - 01762 — 没有使用 曾为波塔当（PN2）区号– 区号在2000年4月22日更改为028 | - 01763 — 罗伊斯顿（RN3） - 01764 — 克里夫（RN4） - 01765 — 里彭（RN5） - 01766 — 波斯马多格（PM6） - 01767 — 桑迪（SN7） - 01768 — 彭里斯（PN8） - 0176 83 — 威斯摩兰阿普比 - 0176 84 — 普利布里奇 - 0176 87 — 凯西克 - 01769 — 南莫尔顿（SM9） - 01770 — 阿伦岛（RR0） - 01771 — 莫德（PR1） - 01772 — 普雷斯顿（PR2） - 01773 — 雷普利（RP3） - 01774 — 没有使用 0774曾为普雷斯顿（PR4）区号– 区号被更改为0772 - 01775 — 斯伯丁（SP5） - 01776 — 斯特兰拉尔（SR6） - 01777 — 雷特福德（RR7） - 01778 — 马基特迪平/布恩（SP8） - 01779 — 彼得黑德（PR9） - 01780 — 史丹佛（ST0） - 01781 — 没有使用 0781曾为特伦特河畔斯托克（ST1）区号– 区号被更改为0782 - 01782 — 特伦特河畔斯托克（ST2） - 01783 — 没有使用 0783曾为桑德兰（SU3）区号– 区号在1980年代更改为091 - 01784 — 斯坦斯（ST4） - 01785 — 斯塔福德（ST5） - 01786 — 斯特灵（ST6） - 01787 — 萨德伯里（SU7） - 01788 — 拉格比（RU8） - 01789 — 埃文河畔斯特拉特福（ST9） - 01790 — 斯皮尔斯比（SY0） - 01791 — 没有使用 0791曾为布莱顿（SX1）区号– 区号被更改为0273 - 01792 — 斯旺西（SW2） - 01793 — 斯温顿（SW3） - 01794 — 罗姆西（RY4） - 01795 — 锡廷伯恩（SY5） - 01796 — 皮特洛赫里（PY6） - 01797 — 莱伊（RY7） - 01798 — 普尔伯勒（SX8） - 01799 — 萨弗伦沃尔登（SW9） - 01800 — 没有使用 0800曾为汤恩（TO0）区号– 区号被更改为0847（ELNS区域） 0800此后被用作BT免费电话号段，在号码大变动前的号码均为9位数，至今仍在使用，而号码大变动之后的则为10位数 - 01801 — 没有使用 0801曾为斯拉普斯顿（OU5）区号 – – 区号原先为0085，在1968年更改为0801 – 区号被更改为0832 - 01802 — 没有使用 原有分配地区尚不明确 0802此后被用作Cellnet移动电话号段，并在2001年4月28日更改为07802 - 01803 — 托基（TO3） - 01804 — 没有使用 0804曾为托基（TO4）区号– 区号被更改为0803 - 01805 — 大托灵顿（TO5） - 01806 — 设得兰（VO6） - 01807 — 巴林达罗奇（TO7） - 01808 — 汤玛丁（TO8） - 01809 — 汤姆顿（TO9） - 01810–01819 — 没有使用 即原先的0181 — 外伦敦（目前编号为020）–原先为081 - 01820 — 没有使用 - 0182 06 — 曾为班布里奇区号 – 区号在2000年4月22日更改为028 - 01821 — 金洛锡（TA1） - 01822 — 塔维斯托克（TA2） - 01823 — 汤顿（TA3） - 01824 — 鲁思因（VC4） - 01825 — 阿克菲尔德（UC5） - 01826 — 没有使用 0826曾为因瓦格力（TA6）区号– 区号被更改为0382 - 01827 — 塔姆沃思（TA7） - 01828 — 库珀安格斯（TA8） - 01829 — 塔珀利（TA9） - 01830 — 柯克威坪顿、奥特本 – – 区号原先为0086（OT），在1968年更改为0830 - 01831 — 没有使用 原有分配方式未知 0831此后被用作Vodafone移动电话号段，并在2001年4月28日更改为07831 - 01832 — 克洛普顿、奥多 – – 区号原先为0082（OU），在1968年更改为0832 - 01833 — 巴纳德城堡、蒂斯河谷（TE3） - 01834 — 纳伯斯（TE4） - 01835 — 圣博斯韦尔斯、蒂维厄特河谷（TE5） - 01836 — 没有使用 0836曾为埃格岛（代码未知）区号– 区号被更改为0687 0836此后被用作Vodafone移动电话号段，并在2001年4月28日更改为07836 0836此后被用作Premium优质通话服务号段，并在2001年4月28日更改，更改后的号段未知 - 01837 — 奥克汉普顿 – – 区号原先为0052（OK2），在1968年更改为0837 - 01838 — 达尔马利（TD8） - 01839 — 没有使用 原有分配方式未知 0839此后被用作Vodafone移动电话号段，并在2001年4月28日更改为07839 0839此后被用作PageOne传呼机号段，并在2001年4月28日更改为076 61 0839此后被用作Mercury优质通话服务号段，并在2001年4月28日更改，更改后的号段未知 - 01840 — 卡姆尔福德、廷塔哲（TG0） - 01841 — 帕德斯托、特里沃斯角（TH1） - 01842 — 塞特福德（TH2） - 01843 — 塔内（TH3） - 01844 — 泰姆（TH4） - 01845 — 瑟斯克（TH5） - 01846 — 没有使用 曾为利斯本区号 – 区号在2000年4月22日更改为028 - 01847 — 瑟索、汤恩（TH7） - 01848 — 桑希尔（TH8） - 01849 — 没有使用 曾为安特里姆区号 – 区号在2000年4月22日更改为028 - 01850 — 没有使用 0850曾为卡拉尼什、外赫布里底群岛区号 – – 区号原先为0040（OH0），在1968年更改为0850 – 区号被更改为0851（ELNS区域） 0850此后被用作Cellnet移动电话号段，并在2001年4月29日更改为07850 - 01851 — 大伯纳拉岛、斯托诺韦 – – 区号原先为0041（或0044）（OH1），在1968年更改为0851 - 01852 — 基默尔福德– – 区号原先为0025（或0026）（OB5），在1968年更改为0852 - 01853 — 没有使用 0853曾为阿尔斯沃特湖区号（UL3）– 区号被更改为07684（使用多种号码长度格式） 0853此后被用作Premium优质通话服务号段，并在2001年4月28日更改为09xx - 01854 — 阿勒浦（UL4） - 01855 — 巴拉胡利什、奥尼赫– – 区号原先为0062（ON2），在1968年更改为0855 - 01856 — 奥克尼 – – 区号原先为0076（OR6），在1968年更改为0856 - 01857 — 桑迪岛– – 区号原先为0077（OR7），在1968年更改为0857 - 01858 — 马基特哈伯勒 – – 区号原先为0645（MH5），此后更改为0858 - 01859 — 哈里斯岛– – 区号原先为0046（OH6），在1968年更改为0859 - 01860 — 没有使用 原有分配方式未知 0860此后被用作Cellnet移动电话号段，并在2001年4月28日更改为07860 - 01861 — 没有使用 曾为阿马区号 – 区号在2000年4月22日更改为028 - 01862 — 泰恩（TN2） - 01863 — 博纳布里奇（BB1） - 01864 — 丁托、阿宾顿（TN4） - 01865 — 牛津（UN5）区号原先为0092（OX2），在1968年更改为0865（UN5[iversity]）in 1968 - 01866 — 基尔克雷嫩– – 区号原先为0025（OB5），在1968年更改为0866 - 01867 — 没有使用 0867曾为牛津区号 – – 区号原先为0096（OX6），在1968年更改为0867 – 区号被更改为0865 - 01868 — 没有使用 曾为邓甘嫩区号 – 区号在2000年4月22日更改为028 - 01869 — 比斯特– – 区号原先为0095（OX5），在1968年更改为0869 - 01870 — 本贝丘拉岛（US0）– – 区号原先为0047（OH），在1968年更改为0870 - 01871 — 卡斯尔贝– – 区号原先为0047（OH7），在1968年更改为0871 - 01872 — 特鲁罗（TR2） - 01873 — 阿伯加文尼（US3） - 01874 — 布雷肯（US4） - 01875 — 特拉嫩特（TR5） - 01876 — 洛赫马迪（US6）– – 区号原先为0047（OH），在1968年更改为0876 - 01877 — 卡兰德、特罗萨克斯（TR7） - 01878 — 洛赫博伊斯代尔（US8）– – 区号原先为0047（OH），在1968年更改为0878 - 01879 — 斯卡里尼什、泰里岛（TR9） - 01880 — 塔伯特（TT0） - 01881 — 没有使用 原有分配方式未知 0881（0,4,8）此后被用作PageOne传呼机号段，并在2001年4月28日更改为076 81 0881（1-3,5-7,9）此后被用作Mercury优质通话服务号段，并在2001年4月28日更改为09xx - 01882 — 金洛赫兰诺赫（TU2） - 01883 — 凯特汉姆、奥克斯特德– – 区号原先为0093（OX3），在1968年更改为0883 - 01884 — 蒂弗顿（TV4） - 01885 — 潘卡姆（TV5） - 01886 — 布罗姆亚德（TV6） - 01887 — 阿伯费尔迪（TV7） - 01888 — 塔里夫（TU8） - 01889 — 鲁吉利、尤托克西特（UT9） - 01890 — 艾顿和科尔德斯特里姆（TW0） 0890此后被用作Premium优质通话服务号段，并在2001年4月28日更改为09xx - 01891 — 没有使用 原有分配方式未知 0891此后被用作BT ValueCall优质通话服务号段，并在2001年4月28日更改为0906 5 - 01892 — 皇家唐桥井（TW2） - 01893 — 没有使用 原有分配方式未知 0893此后被用作BT传呼机号段，并在1995年更改为01893 01893此后被用作BT传呼机号段，并在2001年4月28日更改为076 93 - 01894 — 没有使用 0894曾为泰恩赛德（TY4）区号– 区号被更改为0632，1980年代曾为091 0894此后被用作BT优质通话服务号段，并在2001年4月28日更改为09xx - 01895 — 阿克斯桥（UX5） 0895此后被用作Premium优质通话服务号段，并在2001年4月28日更改为09xx - 01896 — 加拉希尔斯（TW6） 0896此后被用作Premium优质通话服务，并在2001年4月28日更改为09xx - 01897 — 没有使用 0897从未被用作区号 0897此后被用作BT优质通话服务，并在2001年4月28日更改为09xx - 01898 — 没有使用 原有分配方式未知 0898此后被用作BT优质通话服务号段，并在2001年4月28日更改为09xx - 01899 — 比加（TW9） - 01900 — 沃金顿（WO0） - 01901 — 没有使用 0901曾为巴勒布里奇（YO1）区号– 区号被更改为0423（ELNS区域） - 01902 — 伍尔弗汉普顿（WO2） - 01903 — 沃辛（WO3） - 01904 — 约克（YO4） - 01905 — 伍斯特（WO5） - 01906 — 没有使用 0906曾为沃辛（WO6）区号– 区号被更改为0903 - 01907 — 没有使用 0907曾为伍尔弗汉普顿（WO7）区号– 区号被更改为0902 - 01908 — 米尔顿凯恩斯（WO8）（该区号的覆盖区域曾取沃尔弗顿作为名称） - 01909 — 沃克索普（WO9） - 01910 – 01919 See 0191 — 泰恩赛德、桑德兰及达勒姆（tY1neside） –原先为091 091区号在1980年代将0632、0385、0894、0783区号覆盖的区域整合为一体 - 01920 — 威尔（WA0） - 01921 — 没有使用 原有分配方式未知 - 01922 — 沃尔索尔（WA2） - 01923 — 沃特福德（WA3） - 01924 — 韦克菲尔德和迪斯伯里（WA4） - 01925 — 沃灵顿（WA5） - 01926 — 华威（WA6） - 01927 — 没有使用 0927曾为沃特福德（WA7）– 区号被更改为0923 - 01928 — 朗科恩（WA8） - 01929 — 韦勒姆（WA9） - 01930 — 没有使用 0930曾为布拉夫（WE0）区号– 区号被更改为07683（使用多种号码长度格式） 0930此后被用作Premium优质通话服务，并在2001年4月28日更改为09xx 0930 7此后被用作One2One移动电话号段（会被自动转至0961 7号段的对应号码）; 区号在2001年4月28日更改为07930 7 - 01931 — 沙普（WE1） - 01932 — 威布里奇（WE2） - 01933 — 韦灵伯勒（WE3） - 01934 — 滨海韦斯顿（WE4） - 01935 — 约维尔（YE5） - 01936 — 没有使用 0936曾为韦弗河（WE6）区号– 区号被更改为0270 - 01937 — 韦瑟比（WE7） - 01938 — 韦尔什普尔（WE8） - 01939 — 韦姆（WE9） - 01940 — 没有使用 0940曾为戈斯福斯（WH0）区号– 区号被更改为09467（使用多种号码长度格式） - 01941 — 没有使用 原有分配方式未知 0941此后被用作Premium优质通话服务号段，并在2001年4月28日更改为076 41 - 01942 — 威根（WG2） - 01943 — 盖斯利（WH3） - 01944 — 西赫斯勒顿（WH4） - 01945 — 维斯贝希（WH5） - 01946 — 怀特港（WH6） - 0194 67 — 戈斯福斯 - 01947 — 惠特比（WH7） - 01948 — 惠特彻奇（WH8） - 01949 — 沃顿（WH9） - 01950 — 桑德威克（YL0） - 01951 — 科伦赛岛（colonsaY1） - 01952 — 特尔福德、惠灵顿（WL2） - 01953 — 怀门德姆、威克伍德（WL3） - 01954 — 马丁利（WL4） - 01955 — 维克（WK5） - 01956 — 没有使用 0956曾为威尔代尔（WL6）区号– 区号被更改为0388（ELNS区域） 0956此后被用作One2One移动电话号段，并在2001年4月28日更改为07956 0956 7自1994年起被用作FleXtel个人号码号段，并在2001年4月28日更改为070 107 - 01957 — 中耶尔（YL7） - 01958 — 没有使用 0958曾为艾斯加斯（WL8）区号– 区号被更改为0969 0958此后被用作One2One移动电话号段，并在2001年4月28日更改为07958 - 01959 — 韦斯特勒姆、奥特福德（WK9）– – 区号原先为0083（OT），在1968年更改为0959 - 01960 — 没有使用 曾为巴利克莱尔区号 – 区号在2000年4月22日更改为028 - 01961 — 没有使用 原有分配方式未知 0961此后被用作One2One移动电话号段，并在2001年4月28日更改为07961 2001年前，拨打0930 7（One2One移动电话号段）号段的号码会被转至0961 7号段的对应号码。 在2001年4月28日更改为07930 7 - 01962 — 温切斯特（WN2） - 01963 — 温坎顿（WN3） - 01964 — 霍恩西、帕特灵顿（WN4） - 01965 — 没有使用 0965曾为威格顿（WN5）区号– 区号被更改为06973（使用多种号码长度格式） - 01966 — 没有使用 0966曾为文德米尔（WM6）区号– 区号被更改为05394（使用多种号码长度格式） 0966此后被用作Orange mobile移动电话号段，并在2001年4月28日更改为07966 - 01967 — 斯托申– – 区号原先为0024（OB4），在1968年更改为0967 - 01968 — 佩尼库克（WL8） - 01969 — 莱伯恩（WN9） - 01970 — 阿伯里斯特威斯（YS0） - 01971 — 斯考里（WR1） - 01972 — 格伦博罗代尔（??） - 01973 — 没有使用 0973曾为利兹（WR3）区号– 区号被更改为0532 0973此后被用作Orange mobile移动电话号段，并在2001年4月28日更改为07973 - 01974 — 拉莱农（YS4） - 01975 — 奥尔福德、斯特拉斯登（WR5） - 01976 — 没有使用 0976曾为布拉德福德（WR6）区号– 区号被更改为0274 0976此后被用作Orange mobile移动电话号段，并在2001年4月28日更改为07976 - 01977 — 庞特佛雷特（WR7） - 01978 — 雷克斯汉姆（WR8） - 01979 — 没有使用 原有分配方式未知 0979 7此后被用作Jersey Telecom移动电话号段，并在2001年4月28日更改为07797 7 - 01980 — 埃姆斯伯里（WT0） - 01981 — 沃姆布里奇（WV1） - 01982 — 比尔斯韦尔斯（WV2） - 01983 — 怀特岛郡（WT3） - 01984 — 沃切特（WT4） - 01985 — 沃明斯特（WT5） - 01986 — 邦吉（WV6） - 01987 — 艾贝斯菲特 该区号是号码大变动前分配给新市镇的新区号，与邻近的格雷夫森德和达特福德的区号区分开来。 - 01988 — 威格敦（WT8） - 01989 — 威河上的罗斯（WV9） - 01990 — 没有使用 0990曾为温特沃斯（WW0）区号– 区号被更改为0344 0990此后被用作BT NationalCall号段，并在2001年4月28日更改为0870 5 - 01991 — 没有使用 0991曾为克林德文（WW1）区号– 区号被更改为0437（ELNS区域） 0991此后被用作Premium优质通话服务号段，并在2001年4月28日更改为09xx - 01992 — 利河谷（WX2） - 01993 — 威特尼（WY3） - 01994 — 圣克莱尔斯（WW4） - 01995 — 加斯唐（WY5） - 01996 — 没有使用 0996曾为威姆斯洛（WW6）区号– 区号被更改为0625 - 01997 — 斯特拉斯佩弗（WY7） - 01998 — 没有使用 原有分配方式未知 - 01999 — 没有使用 0999号段曾在1970年代被格拉斯哥电话工程师用于拨打紧急移动交换机之用。 该号段目前没有使用。将英国紧急救助电话999按照phONEday的规则更改后即为01999。 |

01426、01523和其他未按标准设置的01号段都曾在1990年代被用作传呼机号段，并在号码大变动中更改为076开头的号段。
01632号段被特别分配作影视文学作品中的“虚构电话号码”。

### 号码长度格式
下表列出各电话区号的号码长度格式：
| 号码长度格式                            | 号码总长度 | 按地区划分的区号 |
| --------------------------------------- | ---------- | --- |
| 只使用2+8格式                           | 10位       | 020、023、024、028、029 |
| 只使用3+7格式                           | 10位       | 0113、0114、0115、0116、0117、0118、0121、0131、0141、0151、0161、0191 |
| 只使用4+6格式                           | 10位       | 所有01xxx区号（01200～01999） |
| 使用4+6格式，但部分号码为5+5格式        | 10位       | 01387、01539 |
| 使用4+6格式，但部分号码为5+5或5+4格式   | 10位或9位  | 01697 |
| 4+6和4+5格式并用                        | 10位或9位  | 01204、01208、01254、01276、01297、01298、01363、01364、01384、01386、01404、01420、01460、01461、01480、01488、01527、01562、01566、01606、01629、01635、01647、01659、01695、01726、01744、01750、01827、01837、01884、01900、01905、01935、01949、01963、01995 |
| 4+6和4+5格式并用，但少部分号码为5+5格式 | 10位或9位  | 01524, 01768, 01946 |
| 只使用5+5格式                           | 10位       | 0138 73、0152 42、0153 94、0153 95、0153 96、0169 73、0169 74、0176 83、0176 84、0176 87、0194 67 |
| 5+5和5+4格式并用                        | 10位或9位  | 0169 77 |

“2+8格式”指区号部分为2位数（不包含长途冠码0），去除冠码及区号的部分为8位数，即（020）xxxx xxxx格式（“020”的第一个“0”为长途冠码，不计入）。“5+4格式”指区号部分为5位数（不包含长途冠码0），去除冠码及区号的部分为4位数，即（0169 77）xxxx格式（“016977”的第一个“0”为长途冠码，不计入）。以此类推。

### 非长途拨号也需加拨区号的地方
在以下地区拨号时，不论是否为长途拨号，均要求加拨区号。实施该政策是为了启用以0、1开头的号码，达到扩容的目的。
| 区号  | 地名                | 生效日期      |
| ----- | ------------------- | ------------- |
| 01202 | 伯恩茅斯（BO2）     | 2012年11月1日 |
| 01224 | 阿伯丁（AB4）       | 2014年10月1日 |
| 01273 | 布莱顿（BR3）       | 2014年10月1日 |
| 01274 | 布拉德福德（BR4）   | 2014年10月1日 |
| 01642 | 米德尔斯堡（MH2）   | 2014年10月1日 |
| 01908 | 米尔顿凯恩斯（WO8） | 2014年10月1日 |

## 海外领地
与泽西、根西和马恩岛使用英国本地电话区号01534、01481和01624不同，其他英国海外领地不使用英国本地的电话分类计划。部分海外领地使用北美电话分类计划（NANP）。从英国本土向这些地区拨号会被认作国际长途拨号。

### 适用于北美电话分类计划的地区
- 安圭拉 +1-264
- 百慕達 +1-441
- 英属處女群岛 +1-284
- 开曼群岛 +1-345
- 蒙塞拉特 +1-664
- 特克斯和凯科斯群岛 +1-649

### 其他
- 英属南极领地 +44（和英国本土共用）
- 英属印度洋领地 +246
- 福克兰群岛和南佐治亚和南三文治群岛 +500
- 直布罗陀 +350
- 圣赫勒拿和特里斯坦-达库尼亚 +290
- 阿森松岛 +247
- 阿克罗蒂里和德凯利亚 +357（和塞浦路斯共用）
- 皮特肯群岛 +64（和紐西兰共用）